# Mê cung (phim truyền hình)
Mê cung là một bộ phim truyền hình thuộc loạt phim Cảnh sát hình sự được thực hiện bởi Trung tâm Phim truyền hình Việt Nam, Đài Truyền hình Việt Nam do Nguyễn Khải Anh và Trần Trọng Khôi làm đạo diễn. Phim phát sóng vào lúc 21h40 thứ 4, 5 hàng tuần bắt đầu từ ngày 24 tháng 4 năm 2019 và kết thúc vào ngày 1 tháng 8 năm 2019 trên kênh VTV3.

## Nội dung
Phần 1: Chuyên án Fedora (Từ tập 1 đến tập 7)
Nội dung phần 1 xoay quanh những vụ trọng án có những tình tiết khá giống nhau. Một cô gái trẻ bị sát hại ngay trong đêm tại một xóm trọ, hung thủ bị bắt ngay sau đó với đầy đủ chứng cứ. Vụ án tưởng chừng như khép lại nếu như Khánh (Hồng Đăng), đội trưởng đội hình sự không kiên quyết lật ngược vấn đề và tìm ra một vụ án tương tự diễn ra trước đó hai tháng. Liệu những kẻ đã bị bắt này có thực sự là thủ phạm hay chỉ là con tốt thí mạng cho kế hoạch giết người hoàn hảo của tên sát nhân thông minh đến mức biến thái?
Phần 2: Chuyên án Lê Vuơng - Băng Thanh Động - Dương “vô diện” (Từ tập 8 đến tập 16)
Phần 2 bộ phim xoay quanh mối quan hệ bí ẩn giữa Lê Lam Anh (Hoàng Thuỳ Linh) với Lê Vương (Trần Nhượng) - Người đã tự nhận mình là bố của cô. Trong khi đó, mọi người đều biết rằng bố Lam Anh đã mất. Không dừng lại ở đó, cái chết bí ẩn của Lê Vương đã kéo Lam Anh cùng với Khánh và đội hình sự vào cuộc đối đầu với băng nhóm buôn ma túy tại làng Thanh Động khi Lam Anh bất ngờ bị đồng bọn của ông trùm ma túy Cường Lâm (Công Lý) bắt cóc và Khánh và đồng đội phải ngụy tạo thân phận để trà trộn vào giữa băng nhóm Cường Lâm. Liệu Khánh và đồng đội sẽ làm gì để bảo vệ Lam Anh vừa tóm gọn được băng nhóm Cường Lâm?
Phần 3: Chuyên án Hội Ác La (Từ tập 17 đến tập 26)
Phần 3 bộ phim bắt đầu sau cái chết của Tiến Thịnh (Đỗ Duy Nam) mà trong đó, Đông Hòa (Việt Anh) trở thành nghi phạm số 1 trong vụ án. Mặt khác khi Khánh điều tra lại vụ án về cái chết của bố mình, Khánh phát hiện có những manh mối liên quan đến Đông Hòa và những hoạt động phi pháp của hội Ác La khiến anh bắt đầu nghi ngờ về người anh trai cùng mẹ khác cha của Lam Anh. Ngoài ra, mối quan hệ bí ẩn giữa Đồng Vĩnh (Hoàng Hải), Đông Hòa với thanh tra, giám đốc Sở tài nguyên - Phan Thanh Hồng (Dương Đức Quang) - đang dần được hé lộ. Khánh sẽ xử lý Đông Hòa ra sao khi biết chắc anh ta là kẻ phạm tội? Ngoài Đồng Vĩnh, Đông Hòa thì còn ai đứng sau các vụ án liên quan đến hội Ác la? Và nếu thật sự Đông Hòa hoạt động phi pháp, liên quan đến tổ chức giết người thì Khánh sẽ phải xử sự thế nào khi đó chính là anh trai của người yêu mình? Mối quan hệ của Khánh và Lam Anh sẽ ra sao khi chính Khánh là người điều tra ra tội ác của Đông Hòa?
Phần 4: Fedora vuợt ngục - Chuyên án David Tâm (Từ tập 27 đến tập 30)
Phần 4 bộ phim diễn ra vào thời điểm 1 năm sau khi Fedora (Doãn Quốc Đam) (Gã tội phạm giết người biến thái trong các vụ sát hại những cô gái trẻ) bị bắt và giam giữ. Lúc bị tòa tuyên án tử hình, Fedora đã khai ra có một cô gái hiện đang đứng giữa sự sống và cái chết. Cô gái đó là Phan Thị Cẩm Nhung - con gái của ông chủ tiệm vàng Thanh Tước - bị bắt cóc cách đây mấy tháng. Không chỉ Cẩm Nhung mà cô gái bán đồng hồ online - Hương Giang và cả con gái phó chủ tịch thành phố cũng lần lượt bị kéo vào vụ án lần này. Tại sao ở trong tù trong một thời gian dài mà Fedora lại biết được những việc này? Hắn ta đang có âm mưu gì? Liệu có phải đồng bọn của hắn đang thực hiện kế hoạch giải cứu Fedora trước khi hắn bị xử tử? Khánh và các đồng đội của mình liệu có giải cứu thành công các cô gái?

## Diễn viên

### Diễn viên chính
- Hồng Đăng trong vai Thiếu tá Nguyễn Minh Khánh[3]
- Việt Anh trong vai Luật sư Lê Đông Hoà[4]
- Hoàng Thùy Linh trong vai Lê Lam Anh[5]
- Doãn Quốc Đam trong vai "Fedora" Quang Trung và "Fotomat" Quang Nhật (phần 1, 4)
- Bảo Anh trong vai Thiếu tá Trần Đình Quyết
- Anh Đức trong vai Thượng úy Vũ Duy Thanh (Thanh "IT")
- Phan Thắng trong vai Thượng úy Lê Thanh Bình
- Lê Huyền Trang trong vai Thiếu úy Phạm Thu Hiền
- Nguyễn Minh Trang trong vai Bà Khương
- Hương Dung trong vai Bà Hoàn
- Công Lý trong vai Trùm ma tuý Cường Lâm (phần 2)
- Hoàng Hải trong vai Đồng Vĩnh (phần 1, 3)

### Diễn viên phụ
- Trần Nhượng trong vai Lê Vương
- Đức Hùng trong vai Gia Phú (Phú “trọc”)
- Dương Đức Quang trong vai Giám đốc Sở Phan Thanh Hồng
- Xuân Trường trong vai Bác sĩ David Tâm
- Xuân Hồng trong vai Quản lý quán cà phê Rô-cơ
- Công Dũng trong vai Phó chánh Thanh tra Trần Đức
- Bích Thủy trong vai Bà Xuân Nghi
- Nguyệt Hằng trong vai Bà Thu
- Hồ Uy Linh trong vai Kế toán Lê Trần Nghĩa (Dương "vô diện")
- Bình Xuyên trong vai Đại tá Đặng Hoàng Phong
- Vũ Thu Hoài trong vai Linh
- Huyền Trang Mù Tạt trong vai Đồng Ngọc Lan (phần 1, 3)
- Trần Anh Thư trong vai Thu Hương
- Trần Tài trong vai Khải phóng viên
- Trọng Minh trong vai Khiêm "dẹo"
- Danh Thái trong vai Đằng "ma trơi"
- Thanh Tú trong vai Liễu
- Thuỳ Dương trong vai Thanh Diệp
- Nguyễn Kim Oanh trong vai Tố Trinh (giúp việc nhà Đồng Vĩnh)
- Thạch Thu Huyền trong vai Lưu Ly (con gái Cường Lâm)
- Quang Lâm trong vai Ông Hoạch
- Đỗ Duy Nam trong vai Lê Tiến Thịnh (Thịnh "ngựa")
- Duy Hưng trong vai Việt "sói" (phần 2)
- Mạnh Dũng trong vai Quang "lác"
- Hoàng Du Ka trong vai Tùng "cua"
- Văn Minh trong vai Ông Sói
- Ngọc Thoa trong vai Bà Loan (mẹ Đồng Vĩnh)
- Tạ Vũ Thu trong vai Tiền “trắng”
- Hán Huy Bách trong vai Đặng Lân
- Đặng Tam Thuận trong vai Trinh sát
- Phương Khanh trong vai Bà Quý
- Minh Thắng trong vai Kỷ
- Thiện Hùng trong vai Đồng Huy

## Ca khúc trong phim
Bài hát đầu và cuối phim là ca khúc "Mê cung" do nhạc sĩ Kai Đinh sáng tác và ca sĩ Hoàng Thuỳ Linh thể hiện.

## Giải thưởng
| Năm  | Giải thưởng    | Hạng mục                   | (Người) đề cử    | Kết quả   | Tham khảo |
| ---- | -------------- | -------------------------- | ---------------- | --------- | --------- |
| 2019 | Giải Cánh diều | Quay phim xuất sắc         | Dương Tuấn Anh   | Đoạt giải | [ 6 ]     |
| 2019 | Giải Cánh diều | Quay phim xuất sắc         | Nguyễn Mạnh Hùng | Đoạt giải | [ 6 ]     |
| 2019 | Giải Cánh diều | Nam diễn viên phụ xuất sắc | Doãn Quốc Đam    | Đoạt giải | [ 6 ]     |
| 2019 | Ấn tượng VTV   | Nam diễn viên ấn tượng     | Doãn Quốc Đam    | Đề cử     |           |
| 2019 | Ấn tượng VTV   | Nam diễn viên ấn tượng     | Hồng Đăng        | Đề cử     |           |
| 2019 | Ấn tượng VTV   | Phim truyền hình ấn tượng  | —                | Đề cử     |           |